# Outlaw Treasure
Outlaw Treasure è un film del 1955 diretto da Oliver Drake.
È un western statunitense con Johnny Carpenter.

## Produzione
Il film, diretto da Oliver Drake su una sceneggiatura di Johnny Carpenter, fu prodotto dallo stesso Carpenter per la The Wheeler Company.

## Distribuzione
Il film fu distribuito negli Stati Uniti dal 15 maggio 1955 al cinema dalla American Releasing Corporation.
Altre distribuzioni:
- in Danimarca il 18 marzo 1957 (Vestens skrappe drenge)
- in Svezia il 24 agosto 1964 (Pistolduell i Nevada)

## Promozione
Le tagline sono:
- They Had A Way Of Ending Their Conversations With Roaring Six-Guns!
- THE FURIOUS STORY OF A LAWLESS WEST!
- INTO THE LAND OF THE LAWLESS RODE A BLONDE WILDCAT!
- VIOLENT ACTION AS THE GUNFIGHTER MEETS A BLONDE BOMBSHELL!